# Kuku Raadio
Kuku Raadio är en landstäckande kommersiell radiostation i Estland. Den började sända i februari 1992 och är därmed en av landets äldsta privatägda radiokanaler. Kanalen marknadsför sig som "radio för tänkande människor" och sänder huvudsakligen nyhets-, diskussions- och reportageprogram. Redaktionshuset ligger vid Ülemistesjön i sydöstra Tallinn.

## Sändarfrekvenser
- Tallinn 100,7 MHz
- Tartu 100,2 MHz
- Viljandi 100,8 MHz
- Paide 100,5 MHz
- Haapsalu 100,9 MHz
- Valga 105,3 MHz
- Pärnu 89,9 MHz
- Kärdla 100,4 MHz
- Kuressaare 100,6 MHz
- Rakvere 99,6 MHz
- Rapla 103,2 MHz
- Jõhvi 100,4 MHz
- Muhu 102,0 MHz
- Võru 91,8 MHz
- Narva 93,2 MHz